# Omphacodes
Omphacodes là một chi bướm đêm thuộc họ Geometridae.